# Johann Bernhard Wilbrand

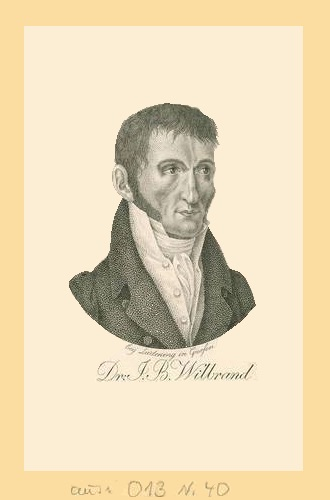
Johann Bernhard Wilbrand

Johann Bernhard Wilbrand (* 8. März 1779 in Clarholz (bei Herzebrock); † 9. Mai 1846 in Gießen) war ein deutscher romantischer Mediziner, Physiologe und Naturphilosoph.

## Leben
Wilbrand studierte von 1801 bis 1805 die theoretischen Fächer der Medizin in Münster und die praktischen in Würzburg und Bamberg. Er war ab 1809 Professor für vergleichende Anatomie, Physiologie und Naturgeschichte und ab 1817 Direktor des Botanischen Gartens in Gießen.
Er war ein wichtiger Vertreter der naturphilosophischen Medizin Schellingscher Prägung, der häufig in kontroverse Auseinandersetzungen mit strenger naturwissenschaftlich orientierten Medizinern geriet.
Seine Arbeiten betrafen Atmungs- und Kreislaufphysiologie. Außerdem forschte er über vergleichende Anatomie, Botanik und Zoologie. Am 28. November 1818 wurde er mit dem akademischen Beinamen Arcturus Mitglied (Matrikel-Nr. 1122) der Leopoldina.
In den Galerieräumen des Hauses Samson in seinem Geburtsort Herzebrock-Clarholz wird in dem „Wilbrand-Zimmer“ an ihn erinnert.

## Trivia
Wilbrand war an der Universität in Gießen ab 1833 einer der Dozenten von Georg Büchner und diente diesem später als Vorlage des skrupellosen Doktors in dem Dramenfragment Woyzeck.

## Schriften
- Darstellung der gesamten Organisation. 1809
- Über den Ursprung und die Bedeutung der Bewegung auf Erden. 1813
- Physiologie des Menschen. 1815
- Gemälde der organischen Natur in ihrer Verbreitung auf der Erde. 1821 (mit F.A.M. von Ritgen)
- Erläuterungen der Lehre vom Kreislauf. 1826
- Übersicht des Thierreiches nach natürlichen Abstufungen und Familien. 1828
- Allgemeine Physiologie. 1833
- Handbuch der Botanik. 1837
- Handbuch der vergleichenden Anatomie. 1838